# Nicoline Sørensen
Nicoline Haugård Caspersen (født 15. august 1997) er en dansk fodboldspiller, angriber, der spiller for Everton i FA Women's Super League. Hun har tidligere spillet for Brøndby IF, Linköpings FC in den svenske Damallsvenskan og for FC Rosengård i Damallsvenskan. I 2016 blev hun udtaget til Danmarks A-landhold for kvinder for første gang. Inden det havde hun spillet for alle ungdomslandsholdene fra U16 til U23.

## Karriere

### Klub
I ungdomsårene spillede hun for Måløv. Derefter spillede hun for BSF, indtil hun i august 2013 som 15-årig skiftede til den svenske klub FC Rosengård, der spillede i Damallsvenskan. Hun fik en professionel kontrakt forud for 2014 sæsonen som 16-årig. Hun spillede ni kampe i Damallsvenskan for klubben og vandt det svenske mesterskab. Hun var holdkammerat med nogle af verdens bedste kvindelige fodboldspillere, bl.a. med brasilianske Marta Vieira da Silva. I februar 2015 vendte Sørensen tilbage til Danmark, for at spille med Brøndby IF, for at få mere spilletid og for bedre at kunne afslutte gymnasiet, som hun gik på, også mens hun boede i Sverige. Efter to succesfulde år i Brøndby, hvor hun også kunne kalde sig ligatopscorer i sæsonen 2019-20 med 16 mål, skiftede Sørensen i juli 2020 til den engelske ligaklub Everton. Hun indstillede sin karriere i november 2023, da motivationen for en aktiv fodboldkarriere var opbrugt.

### International
Efter at hun havde vist imponerende for hos Brøndby, blev Sørensen indkaldt til A-landsholdets trup til en turnering i Kina i oktober 2016. Hun kom med i stedet for Nadia Nadim, som var skadet. Hun har pr. april 2021, scoret 8 landskampmål og spilet i alt 39 landskampe.

## Meritter

### Klub
Brøndby
Vinder
- Elitedivisionen: 2014-15, 2016-17, 2018-19
- DBUs Landspokalturnering for kvinder: 2018

FC Rosengård
Vinder
- Damallsvenskan: 2014

Linköpings FC
Vinder
- Damallsvenskan: 2017[5]